# Солнечный (Красносельский район)
Солнечный — поселок в Красносельском районе Костромской области. Входит в состав Боровиковского сельского поселения.

## География
Находится в юго-западной части Костромской области на расстоянии приблизительно 15 км на север-северо-запад по прямой от районного центра поселка Красное-на-Волге на левом берегу реки Покша недалеко от ее устья.

## История
Существование поселка связано было долгие годы с функционированием дома отдыха «Волжский прибой», открытого в 1974 году (тогда турбаза «Текстильщик»). В 1979 году была построена трехэтажная гостиница и турбаза стала круглогодичной. Ныне это парк-отель «Волжский прибой».

## Население
Постоянное население составляло 52 человека в 2002 году (русские 96 %), 44 в 2022.